# Paratesta chiangi
Paratesta chiangi är en skalbaggsart som beskrevs av Wang 1993. Paratesta chiangi ingår i släktet Paratesta och familjen långhorningar. Inga underarter finns listade i Catalogue of Life.